# Hedwig van Formbach
Hedwig van Formbach (rond 1057 - 1090) was erfgename van Süpplingenburg. Zij was een dochter van Frederik van Formbach (rond 1035 - 1059) en Gertrude van Haldensleben.  
In haar eerste huwelijk was zij getrouwd met Gebhard van Supplinburg. Deze sneuvelde op 9 juni 1075 in de slag bij Langensalza. Hij vocht in een coalitie van Saksen en Lotharingers tegen keizer Hendrik IV en zijn bondgenoten. Enige weken hierna werd hun zoon Lotharius III van Supplinburg geboren. Deze zou ruim 50 jaar later keizer van Heilige Roomse Rijk worden. Al eerder was zij de moeder geworden van een dochter, Ida, die zou huwen met graaf Sieghard van Tengling.
Korte tijd na de dood van haar eerste man trad zij in het huwelijk met een van de Lotharingse bondgenoten van haar man, Diederik II van Lotharingen, een zoon van hertog Gerard van Lotharingen en Hedwig van Namen. Samen kregen zij twee kinderen, een zoon en een dochter:
- Simon I (1076-1138)
- Petronilla van Lotharingen

## Voetnoten
1. ↑  Kan een paar jaar eerder of later zijn geweest